# Mariam Al-Ijliya
 Mariam Al-Ijliya   was de dochter en leerlinge van een astrolabiummaker uit Bagdad en was werkzaam aan het hof van Sayf Al Dawla, de heerser van Aleppo.
Het weinige wat er bekend is over Al-Ijliya komt uit de Kitāb al-Fihrist (een index van boeken, van zowel Arabieren als niet-Arabieren in in het Arabisch, over de volle breedte van kennis) geschreven door  Ibn al-Nadim. Momenteel zijn er geen overgebleven astrolabia die daadwerkelijk aan Al-Ijliya kunnen worden toegeschreven.